# Assimi Goïta
Assimi Goïta (Bamako, 9 novembre 1983) è un militare e politico maliano, Presidente della giunta militare denominata Comitato nazionale per la salvezza del popolo e de facto capo di Stato del Mali fino al 25 settembre 2020. È salito al potere subentrando all'ex presidente Ibrahim Boubacar Keïta in seguito al colpo di Stato del 18 agosto 2020. In seguito è ritornato al potere, al posto di Bah Ndaw, dopo il colpo di Stato del 24 maggio 2021. Da allora è stato dichiarato presidente del Mali ad interim.

## Biografia
Assimi Goïta è nato nel 1983. Figlio di un ufficiale delle forze armate del Mali, è stato addestrato nelle accademie militari del Mali e ha frequentato in particolare il Prytanée militaire de Kati e la Combined Arms Military School di Koulikoro. Goïta ha ricevuto addestramento da Stati Uniti d'America, Francia e Germania e ha lavorato con le forze speciali dell'esercito degli Stati Uniti d'America.
Goïta ha servito come colonnello nel battaglione delle forze speciali autonome, l'unità delle forze speciali delle forze armate maliane. È a capo delle forze speciali del Mali nel centro del paese con il grado di colonnello. Si trova quindi di fronte all'insurrezione jihadista in Mali.
A seguito del colpo di Stato del 2020, Goïta diviene il leader del Comitato nazionale per la salvezza del popolo, un gruppo di ribelli che si sono impegnati a dare inizio a nuove elezioni per sostituire il presidente Ibrahim Boubacar Keïta.
Il 25 settembre 2020, a seguito della nomina di Bah Ndaw a Presidente della Repubblica ad interim, Assimi Goïta viene nominato vicepresidente del Mali.
Nel maggio del 2021, un nuovo colpo di Stato da parte di generali golpisti guidati da Assimi Goïta rimuove il presidente Bah Ndaw e il primo ministro Moctar Ouane, accusati di non aver consultato la leadership militare della transizione per la nomina di un nuovo governo. Di fatto, oggetto del contendere è stata la rimozione di due alti ufficiali tra i militari dietro il golpe di agosto 2020 dai ministeri di sicurezza interna e difesa. Assimi Goïta si proclama contestualmente Presidente della Repubblica.
Il golpe ha portato all'interruzione della cooperazione militare tra l'esercito maliano e Francia e Stati Uniti, che nel 2004 avevano spostato un contingente nel Sahel, assieme ad Estonia, Svezia e Repubblica Ceca nell'ambito dell'Operazione Barkhane a supporto degli stati membri del G5 Sahel.
Il 20 luglio 2021 è oggetto di un attacco da parte di due uomini armati di coltello, mentre sta pregando presso la Grande Moschea di Bamako, durante le celebrazioni per la festa musulmana di Eid al-Adha.
Il 23 giugno 2023 si è svolto un referendum costituzionale, con il 97% dei votanti a favore dell'adozione della costituzione proposta. Il 39,4% degli elettori registrati ha partecipato al referendum. La nuova costituzione è stata controversa, con i critici che sostenevano che il referendum fosse stato compromesso e che la nuova costituzione avrebbe reso meno probabili le riforme democratiche.
Il 25 luglio 2023 è stato annunciato che Goïta ha graziato 46 soldati della Costa d'Avorio che erano stati condannati nel dicembre 2022.
Nel luglio 2023, Goïta ha partecipato al vertice Russia-Africa 2023 a San Pietroburgo, nella sua prima visita all'estero dopo il colpo di Stato del 2021. Al termine del vertice, ha incontrato il Presidente russo Vladimir Putin per discutere del continuo sostegno economico e umanitario della Russia al Mali. Durante l'incontro, Goïta ha accusato i Paesi che sanzionano il Mali di impegnarsi in una “pratica neocolonialista”, secondo una trascrizione del Cremlino.
Goïta ha dichiarato il suo sostegno alla giunta del Consiglio Nazionale per la Salvaguardia della Patria (CNSP) in Niger in seguito al colpo di Stato nigerino del 2023, e il CNSP ha poi dato alle Forze Armate maliane il permesso di entrare in Niger.
Nell'ottobre 2023, Goïta ha avuto una conversazione telefonica con Putin, la terza in meno di due mesi, in cui hanno discusso di relazioni commerciali e di sicurezza. In seguito Goïta ha pubblicamente “espresso la [sua] gratitudine per tutto il sostegno che la Russia fornisce al Mali”.
Nell'ottobre 2024, Goïta si è autopromosso generale dell'esercito maliano.